# Tanque pesado T30
El T30 fue un proyecto de tanque pesado estadounidense desarrollado para contrarestrar la aparición de los nuevos tanques pesados alemanes Tiger I y Tiger II, así como el cazatanques Jagdtiger o los tanques pesados soviéticos IS-1 o IS-2. El T30 fue diseñado al mismo tiempo que el tanque pesado T29.

## Primeros tanques
En 1944 se planificó construir cuatro prototipos de tanques pesados: dos T29 armados con un cañón de 105 mm y dos T30 armados con un cañón de 155 mm.
La construcción de los dos prototipos del T30 empezó en abril de 1945 y fueron entregados en 1947.
Además de las modificaciones para poder instalarle un motor distinto, el casco era el mismo del T29. El cañón de 155 mm era cargado con un obús y su respectiva carga propulsora. El cargador era ayudado por una baqueta accionada mediante resorte. El T30 estaba armado con uno de los cañones más grandes que se instalaron a bordo de un tanque estadounidense. La torreta era bastante alta y con bordes redondeados, debido a la necesidad de alojar al cargador que iba de pie y el gran afuste del cañón. Incluso así, el cañón solamente podía recargarse estando en un ángulo limitado. Podía transportar 34 proyectiles de diversos tipos: antiblindaje de alta velocidad T35E1 HVAP, antiblindaje de alto poder explosivo con cubierta balística M112B1 y T29E1 APCBC-HE, de alto poder explosivo M107 HE y fumígenos M110 WP.

## Variantes
Al prototipo designado T30E1 se le instaló un cargador automático para facilitar la recarga del cañón. Este sistema ponía la recámara del cañón en posición, cargaba el obús y su respectiva carga propulsora, para finalmente devolver el cañón a su ángulo inicial. Se le añadió una escotilla adicional en la parte posterior de la torreta para poder eyectar automáticamente las vainas de carga propulsora vacías.
El obús pesaba 43 kg y la carga propulsora pesaba 18 kg, ambos pesando un total de 61 kg, lo cual dificultaba su manipulación y reducía su cadencia de disparo a 2 disparos/minuto cuando era recargado manualmente.

## Ejemplares sobrevivientes

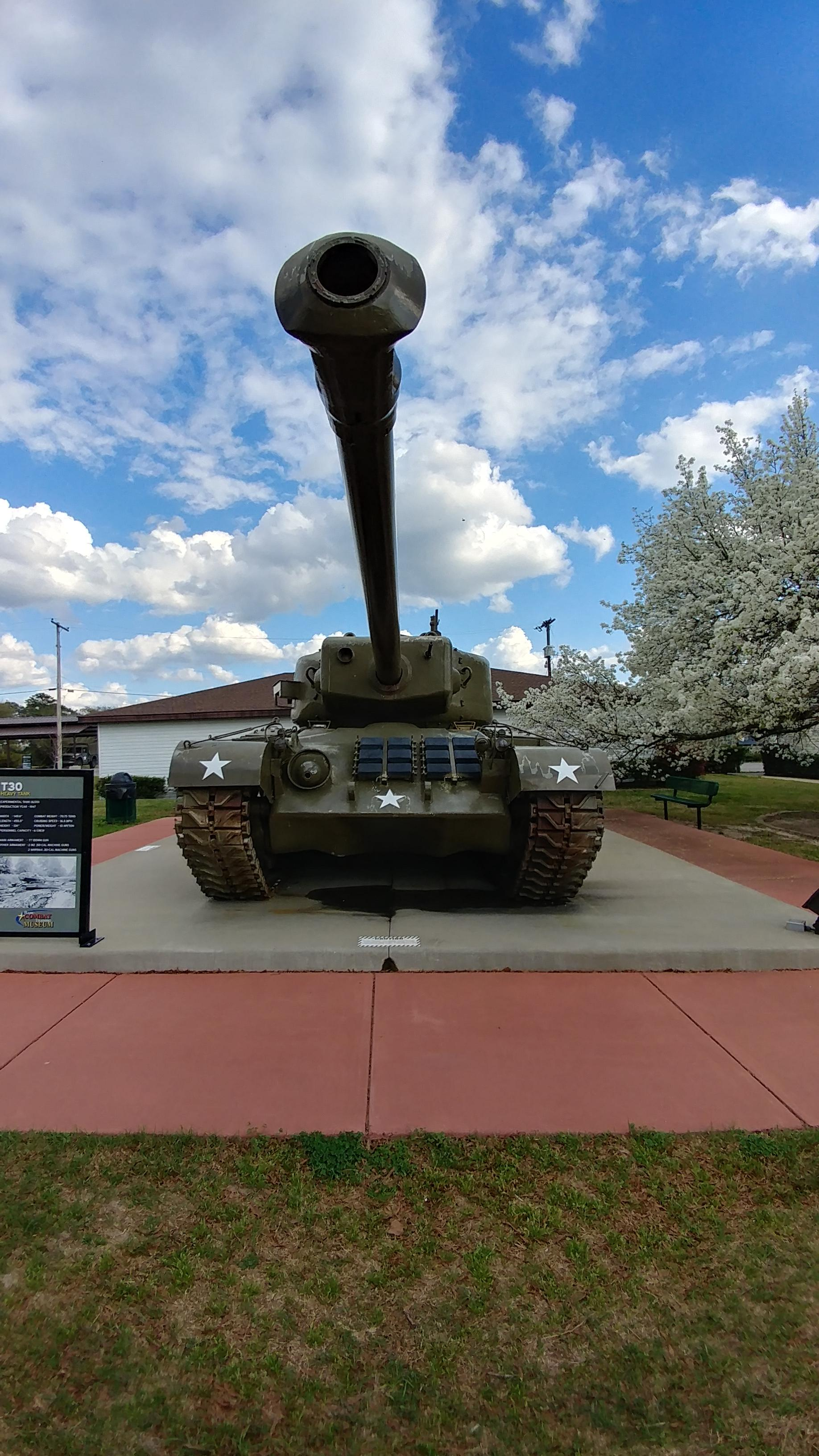
El T30 de Fort Jackson, Carolina del Sur.

Un T30 se encuentra en el Arsenal de Detroit. El otro está en Fort Jackson, Carolina del Sur.